# قشلاق رستم
قشلاق رستم یک روستا در ایران است که در استان اردبیل واقع شده‌است. قشلاق رستم ۴۲ نفر جمعیت دارد.